# Irkkájávrre
Irkkájávrre, vars tidigare namn var Påutjosjaure, är en sjö i Jokkmokks kommun i Lappland och ingår i Luleälvens huvudavrinningsområde. Sjön ligger i dalgången Vuossevágge, har en area på 0,567 kvadratkilometer och ligger 974,1 meter över havet. Sjön avvattnas av Vierttsajåhkå, ett biflöde till Sieberjåhkå som i sin tur mynnar i Guvtjávrre.

## Delavrinningsområde
Irkkájávrre ingår i det delavrinningsområde (750835-155329) som SMHI kallar för Namn saknas. Medelhöjden är 1 060 meter över havet och ytan är 17,15 kvadratkilometer. Det finns inga avrinningsområden uppströms utan avrinningsområdet är högsta punkten. Vierttsajåhkå som avvattnar avrinningsområdet har biflödesordning 4, vilket innebär att vattnet flödar genom totalt 4 vattendrag (Sieberjåhkå, Vuojatädno, Stora Luleälv, Luleälven) innan det når havet efter 393 kilometer. Avrinningsområdet består mestadels av kalfjäll (96 procent). Avrinningsområdet har 0,6 kvadratkilometer vattenytor vilket ger det en sjöprocent på 3,5 procent. Delavrinningsområdet täcks till 0,06 procent av glaciärer, med en yta av 0,01 kvadratkilometer.

## Galleri

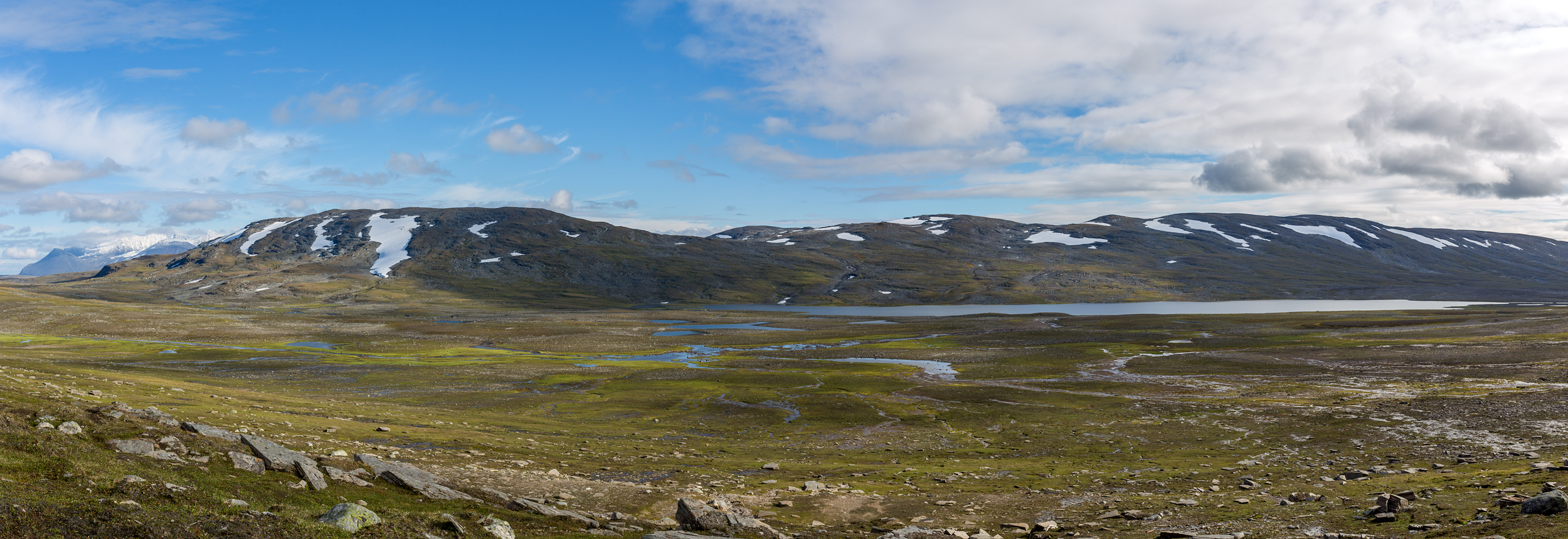
Vuossevágge med Irkkájávrre till höger.